# Dioxys
Dioxys is een geslacht van vliesvleugelige insecten van de familie Megachilidae.

## Soorten
- D. ardens Gerstäcker, 1869
- D. atlantica Saunders, 1904
- D. aurifusca (Titus, 1901)
- D. cincta (Jurine, 1807)
- D. chalicoda Lucas, 1849
- D. distinguenda Popov, 1936
- D. heinrichi Warncke, 1977
- D. lanzarotensis Tkalcu, 2001
- D. modesta Popov, 1936
- D. moesta Costa, 1883
- D. montana Heinrich, 1977
- D. pacifica Cockerell, 1916
- D. pomonae Cockerell, 1910
- D. producta (Cresson, 1879)
- D. pumila Gerstäcker, 1869
- D. rohweri Cockerell, 1908
- D. rotundata Pérez, 1884
- D. rufipes Morawitz, 1875
- D. turkestanica Popov, 1936